# Ambroise Noumazalaye
 (janvier 2012).
Ambroise Édouard Noumazalaye, né le 23 septembre 1933 à Brazzaville et mort le 17 novembre 2007 à Paris 8e,, est une personnalité politique de république du Congo, Premier ministre de 1966 à 1968, sous la présidence d'Alphonse Massamba-Débat.

## Biographie
Les activités politiques d'Ambroise Noumazalaye débutent au lycée avant son départ en France en 1958. Il n'a jamais été membre du Parti communiste français malgré de bonnes relations qu'il a avec quelques-uns de ses membres. Il a été membre du Parti africain de l'indépendance (PAI) de Majhemout Diop originaire du Sénégal.
Après la démission de Pascal Lissouba, en avril 1966, Ambroise Noumazalaye occupe les fonctions de chef du gouvernement jusqu'au 12 janvier 1968, date à laquelle Alphonse Massamba-Débat, chef de l'État, décide d'assumer également les fonctions de Premier ministre. Il est premier secrétaire du Mouvement national de la révolution (1964-1969).
Ambroise Noumazalaye figure parmi les fondateurs du Parti congolais du travail (PCT) aux côtés de Marien Ngouabi et d'autres. Mais trois mois après sa fondation, le 23 mars 1970, le PCT, parti unique d'obédience marxiste-léniniste, subit son premier coup d'État. Le lieutenant Pierre Kinganga en est l'auteur. Les insurgés sont massacrés dans le bâtiment de la radiodiffusion qu'ils ont occupé dès l'aube en proclamant le retour au multipartisme et aux institutions de l'indépendance. Le Parti congolais du travail doit convoquer son premier congrès extraordinaire à Brazzaville du 30 mars au 1er avril 1970. Ambroise Noumazalaye intègre le comité central du parti aux côtés de ses pairs en même temps que le capitaine Denis Sassou-Nguesso.
Lors de la tentative de coup d'État contre Marien Ngouabi du 22 février 1972, Noumazalaye se range du côté des insurgés. Emprisonné, condamné à mort par la cour martiale du 28 février 1972, il est gracié par Marien Ngouabi après la session extraordinaire à l'Hôtel de ville de Brazzaville de ce qui reste du comité central demeuré fidèle au président.
Après une longue traversée du désert, à l'occasion du lancement du plan quinquennal de 1981, Ambroise Noumazalaye retrouve un portefeuille au sein de l'équipe gouvernementale. Le plan ayant échoué[pas clair], il est débarqué jusqu'au 4e congrès extraordinaire de son parti où il est élu secrétaire général au scrutin secret, contre Boussoukou Mboumba, candidat préféré de Denis Sassou Nguesso.
Ambroise Édouard Noumazalaye, dit le Marquis[réf. nécessaire], occupe les fonctions de secrétaire général du PCT et du Président du Sénat (2002-2007) jusqu'à son décès. Il n'est pas remplacé au poste de Secrétaire général jusqu'au congrès extraordinaire de juillet 2011. Noumazalaye fut un des compagnons fidèles du Président Dénis Sassou Nguesso, actuel Président de la République du Congo.